# Fatal Fury 3: Road to the Final Victory
Fatal Fury 3: Road to the Final Victory (餓狼伝説3 -遥かなる闘い-?, Garō Densetsu 3: Harukanaru Tatakai) è un videogioco arcade per il Neo Geo di tipo picchiaduro a incontri, sviluppato e pubblicato nel 1995 dalla SNK.
È il terzo capitolo della serie Fatal Fury iniziata nel 1991, e viene riproposta la stessa generazione di lottatori con un massiccio cambio di personaggi e una nuova storyline, che riporta il gioco dal tema internazionale di Fatal Fury 2 a South Town; inoltre sono state apportate notevoli e innovative modifiche al gameplay e sono presenti diversi elementi mistici e sovrannaturali.
Il gioco uscì anche per Neo Geo CD, Sega Saturn e Windows, mentre per PlayStation 2 apparve nella raccolta Fatal Fury Battle Archives Volume 1.

## Trama
Sono passati tre anni da quando Terry Bogard ha sconfitto Wolfgang Krauser e vinto il secondo torneo "The King of Fighters". Da allora, Terry ha viaggiato in tutto il mondo, incontrando nuovi amici e affrontando numerosi avversari. Al suo ritorno a South Town, Terry incontra il fratello minore Andy e i suoi cari amici Joe e Mai all'inaugurazione del Pao Pao Cafe 2, gestito da Richard Meyer e dal suo apprendista di capoeira Bob Wilson. Durante l'inaugurazione, Joe spiega a Terry un'inquietante voce che gli è giunta tramite messaggio privato da Cheng Sinzan, secondo cui Geese Howard sarebbe presumibilmente vivo, essendo sopravvissuto alla sua fatale caduta dalla sua torre personale quattro anni prima e avendo finto la sua morte al pubblico in modo da potersi lentamente riprendere in segreto e pianificare la sua vendetta contro Terry, che lo aveva sconfitto nel primo torneo "The King of Fighters". Dopo aver sentito e appreso la notizia, Terry e i suoi amici si mettono in viaggio per verificare se Geese sia ancora vivo o meno, senza sapere che la loro indagine personale è solo una piccola parte di una minaccia più grande che coinvolge un pericoloso criminale giapponese, due giovani orfani cinesi e tre pergamene sacre che potrebbero facilmente mettere in pericolo South Town e il resto del mondo.

## Modalità di gioco
Il gameplay di Fatal Fury 3: Road to the Final Victory espande il precedente di Fatal Fury 2, con la presenza di tre piani di combattimento, sistema chiamato "Oversway System"; mentre nei precedenti episodi da un piano all'altro era possibile interagire solamente con attacchi in salto che causano il cambio di piano al lottatore, in questo terzo capitolo è possibile anche attaccare l'avversario su piano differente restando sul proprio, oppure effettuare attacchi bassi come scivolate e sgambetti.
È ora possibile effettuare salti a differente altezza, come anche bloccare i colpi dell'avversario con il giocatore in aria; le prese sono ben più difficili da portare a termine, in quanto è possibile evadere da esse. È stato potenziato il sistema riguardante le combo di colpi e oltre alla super mossa speciale (realizzabile quando la barra di energia del giocatore lampeggia di rosso) per ogni personaggio è presente una tecnica segreta molto potente, realizzabile saltuariamente.
Inoltre viene aggiunto un sistema con livelli di combattimento: al termine di ogni round vinto la CPU stima il combattimento del giocatore con una votazione che va da A a SSS; a seconda della media dei voti varia il boss finale da affrontare. In alcuni scenari sono presenti degli elementi sullo stile di barriere architettoniche che possono essere abbattuti scagliando l'avversario contro di essi.
Il giocatore potrà scegliere tra quattro personaggi come primo avversario (Joe, Mary, Bob e Franco). Dopo aver sconfitto i primi quattro avversari, egli affronterà Ryuji Yamazaki in un incontro basato sulla trama in cui dovrà vincere un solo round. Il giocatore affronterà poi Mai, Andy, Hon-Fu, Sokaku, Terry e Geese, in quest'ordine, prima di affrontare nuovamente Yamazaki per un incontro completo. A seconda della media dei voti, la partita terminerà contro Yamazaki oppure il giocatore affronterà uno o entrambi i gemelli Jin, iniziando con Chon Shu e terminando con Chon Rei.

## Personaggi

### Utilizzabili
- Terry Bogard – Protagonista della serie, è il più istintivo dei gemelli Bogard. Combattente vagabondo, è abile nelle arti marziali. Il suo scenario è la spiaggia di Sound Beach, luogo già presente nel primo Fatal Fury: King of Fighters come background del pugile Michael Max.
- Andy Bogard – Il più riflessivo dei due gemelli Bogard, Andy è un esperto di Ninjitsu con trascorsi in Giappone ed Italia. È il fidanzato di Mai Shiranui nonché membro del clan ninja Shiranui. Il suo luogo di combattimento è l'Howard Arena, che come suggerisce il nome è un'arena di proprietà di Geese Howard.
- Joe Higashi – Campione di Muay Thai, fa il suo ritorno dalla Thailandia con il vecchio rivale Hwa Jai come sparring partner. Il suo scenario è il Parco Nazionale di South Town.
- Mai Shiranui – Kunoichi del clan Shiranui e fidanzata di Andy Bogard, è abile nelle tecniche Ninjitsu e nell'utilizzare come arma dei ventagli tessen; dopo aver investigato sui makimono dei Jin per conto del suo clan vuole tornare in Giappone con Andy. Il suo scenario è l'acquario di East Side Park.
- Geese Howard – Acerrimo nemico dei tre lupi, Geese era dato per morto dopo le vicende di Fatal Fury: King of Fighters; in questo episodio cerca di tornare al potere grazie ai rotoli dei Jin che tenta di recuperare. Mantiene sempre il suo stile di Aikidō con tecniche speciali più potenti rispetto a quelle viste nei precedenti episodi della serie. Lo si affronta nella Howard Tower, sua dimora. Nella parte finale del gioco lo si vede scrutare la città dall'alto dietro ai vetri della sua torre e poi andarsene a bordo di un'automobile nera.
- Blue Mary – Investigatrice per i servizi segreti, professione tramandatagli dal padre, Blue Mary insegue le tracce dei fratelli Jin. È la nipote di Tatsumi Suoh, maestro Kobujutsu che ha insegnato ad Howard le tecniche dell'Aikidō e a Mary quelle del Sambo. È la fidanzata di Terry Bogard ed ha un cane, Anton, che la accompagna in ogni impresa. Il suo scenario è la Pioneer Plaza.
- Bob Wilson – È il cameriere del Pao Pao Cafè 2, luogo dove lo si affronta, gestito dall'esperto di Capoeira Richard Myers (presente in Fatal Fury: King of Fighters) che ha fatto da maestro proprio a Bob. Anche se la Capoeira generalmente richiama la cultura brasiliana Bob Wilson ha uno stile rastafari più inerente alla Giamaica; esteticamente assomiglia a Peter Andre, artista noto in quegli anni. Il suo desiderio è quello di aprire un'ulteriore filiale del Pao Pao Cafè, il Pao Pao Cafè West, gestito solamente da lui. Nello scenario, ovvero il Pao Pao Cafè 2, si possono scorgere Kyo Kusanagi e Sie Kensou, due personaggi di The King of Fighters '94.
- Franco Bash – Meccanico aeroportuale di origini italiane, è un ex campione di kickboxing dei pesi massimi ed è molto legato alla sua famiglia, ovvero la moglie Emilia ed il figlio Junior; proprio il figlio viene rapito da Ryuji Yamazaki che chiede in cambio i rotoli dei Jin. Ha un collega che lo accompagna negli incontri. Lo si affronta all'aeroporto su un'impalcatura.
- Hon-Fu – Ufficiale della polizia di Hong Kong, Hon-Fu viene mandato da Cheng Sinzan (personaggio di Fatal Fury 2) a South Town per investigare sui rotoli dei Jin e per arrestare l'ex-galeotto Yamazaki. Esperto di Kung fu e abile con i nunchaku, Hon-Fu è una chiara caricatura dell'attore Jackie Chan. Il suo scenario è il porto della città.
- Sokaku Mochizuki – Monaco buddhista con kasa in testa e acerrimo rivale del clan Shiranui, Mochizuki persegue una tecnica creata per sconfiggere Asura; fa un gran uso di elementi magici. Il suo scopo è quello di trovare i rotoli dei Jin per poterli distruggere. Lo si affronta al Dream Amusement Park, il luna park della città, in un contesto che riproduce elementi del far west.

### Boss finali
- Ryuji Yamazaki – Sicario ingaggiato da Howard per recuperare i rotoli dei Jin, è un pericoloso ricercato internazionale. È originario della prefettura di Okinawa e prima del suo arrivo a South Town era attivo nella Città Murata di Caolun, Hong Kong; è ispirato da Bunta Sugawara. Rapisce il figlio di Franco Bash per i suoi scopi, e da quanto si evince dal finale del gioco è l'esecutore dell'omicidio di Jeff Bogard, padre dei gemelli protagonisti. Combatte con una mano perennemente in tasca e utilizza un pugnale che tiene ben nascosto. Il suo scenario è la stazione ferroviaria di South Town.
- Jin Chonshu – Teenager asiatico dagli enormi poteri, è il più giovane dei fratelli Jin ed è posseduto dallo spirito di Jin Kairyu, il più giovane dei figli di Jin Oryu, ovvero il signore della guerra che scrisse i tre makimono dei Jin 2000 anni prima. Entrambi i fratelli sono alla ricerca dei rotoli dei loro avi.
- Jin Chonrei – Il più vecchio dei fratelli Jin, è posseduto dallo spirito di Jin Kuryu. È il nemico finale, affrontabile solamente con una alta valutazione nei precedenti combattimenti, e si combatte al Delta Park.

## Accoglienza
In Giappone, la rivista Game Machine elencò Fatal Fury 3: Road to the Final Victory nel numero del 1º maggio 1995 come la seconda unità arcade di maggior successo del mese. Secondo Famitsū, la versione Neo Geo AES ha venduto oltre 34810 copie nella prima settimana sul mercato.
Al momento dell'uscita, Famitsū ha assegnato alla versione Neo Geo del gioco un punteggio di 32 su 40. I quattro recensori di Electronic Gaming Monthly diedero un punteggio di 7,675 su 10. Hanno avuto reazioni molto diverse al gioco e due di loro hanno osservato che mancava la "sensazione" di un gioco Fatal Fury, ma tutti e quattro lo hanno valutato come un gioco di combattimento molto giocabile che vale la pena almeno provare in sala giochi. Pur riconoscendo che i fan della saga potrebbero essere delusi dal ridotto numero di combattenti, GamePro ha elogiato il nuovo terzo piano di combattimento e il sistema di classificazione, e ha concluso che "Invece di aggiungere semplicemente più combattenti, FF3 fa di più con meno combattenti (mosse nascoste e così via) e un metodo di gioco unico". Hanno dato anche a quella per Neo Geo CD una recensione generalmente positiva, osservando che Bob e Franco sono nuovi personaggi "poco interessanti", ma lodando i livelli dettagliati, i controlli e le modifiche all'attacco Swan Dive di Mai.
In una recensione retrospettiva, Maximum ha elogiato molto l'adattamento di combo e mosse speciali del gioco, sostenendo che se non fosse stato per la difficoltà nell'eseguire mosse superpotenti, Fatal Fury 3 sarebbe diventato il gioco d'azione più venduto nelle sale giochi. Gli hanno assegnato 4 stelle su 5. Next Generation ha recensito la versione Neo Geo del gioco, valutandola con due stelle su cinque, e ha affermato che "I giocatori sono tutti in grado, anche solo per pochi secondi, di sfuggire alla linea di tiro per evitare un attacco nemico o per prepararsi a una mossa offensiva. A parte questa caratteristica, il gioco è nella norma".

## Colonna sonora
Il 21 aprile 1995 la Pony Canyon pubblicò un'edizione limitata della colonna sonora del gioco dal titolo "Garō Densetsu 3".